# Криже (Златна обала)
Криже (фр. Crugey) насеље је и општина у источном делу централне Француске у региону Бургоња, у департману Златна обала која припада префектури Бон.
По подацима из 2011. године у општини је живело 179 становника, а густина насељености је износила 28,41 становника/km². Општина се простире на површини од 6,3 km². Налази се на средњој надморској висини од 337 метара (максималној 490 m, а минималној 322 m).

## Демографија
| 1962. | 1968. | 1975. | 1982. | 1990. | 1999. | 2011. |
| ----- | ----- | ----- | ----- | ----- | ----- | ----- |
| 225   | 290   | 268   | 222   | 188   | 213   | 179   |

График промене броја становника у току последњих година